# Nosaby landskommun
Nosaby landskommun var en tidigare kommun i dåvarande Kristianstads län.

## Administrativ historik
När 1862 års kommunalförordningar började gälla inrättades över hela landet cirka 2 400 landskommuner, de flesta bestående av en socken. Därutöver fanns 89 städer och 8 köpingar, som då blev egna kommuner.
Denna kommun bildades i Nosaby socken i Villands härad i Skåne.
Vid kommunreformen 1952 bildade den storkommun genom att de tidigare landskommunerna Fjälkestad och Österslöv gick upp i Nosaby.
År 1967 gick hela området upp i Kristianstads stad som 1971 ombildades till Kristianstads kommun.
Kommunkoden 1952–1966 var 1116.

### Kyrklig tillhörighet
I kyrkligt hänseende tillhörde kommunen Nosaby församling. Den 1 januari 1952 tillkom Fjälkestads församling och Österslövs församling.

## Geografi
Nosaby landskommun omfattade den 1 januari 1952 en areal av 126,88 km², varav 111,78 km² land.

### Tätorter i kommunen 1960
| Tätort            | Folkmängd |
| ----------------- | --------- |
| Palestina         | 668       |
| Nosaby            | 458       |
| Österslöv         | 215       |
| Balsby            | 209       |
| Torsebro, del ava | 135       |
| Håslöv, del avb   | 33        |

Tätortsgraden i kommunen var den 1 november 1960 42,9 procent.

## Politik

### Mandatfördelning i valen 1938-1962
| 12 | 9 |

| 20 |

| 12 | 9 |

| 19 |

| 11 | 10 |

| 21 |

| 19 | 7 | 6 | 3 |

| 34 |

| 18 | 5 | 8 | 4 |

| 34 |

| 18 | 7 | 6 | 4 |

| 34 |

| 19 | 7 | 6 | 3 |

| 33 |